# Saffransspindling
Saffransspindling (Cortinarius olearioides) är en svampart som beskrevs av Rob. Henry 1987. Saffransspindling ingår i släktet Cortinarius och familjen spindlingar.  Arten är reproducerande i Sverige. Inga underarter finns listade i Catalogue of Life.